# Faenza Basket Project
Il Faenza Basket Project A.S.D. è una società italiana di pallacanestro femminile con sede a Faenza. Ha militato per quattro anni in Serie A1 (dal 2021/22 al 2024/25). Nel 2025 si è iscritta al campionato di Serie A2.

## Storia
Il Faenza Basket Project è stato fondato a luglio 2015. Si è subito accordato con la Scuola Basket Faenza per il minibasket e il primo campionato a cui si è iscritto è stato l'Under 13.
La squadra femminile senior ha cominciato un ciclo vincente che l'ha portata nel 2021 alla promozione in Serie A1 dopo quattro stagioni in A2. Il Faenza Basket Project milita in Serie A1 per quattro anni consecutivi, raggiungendo i play-off nella stagione 2024/25.
Nella stagione 2025-2026 ricomincia dalla Serie A2, nella quale si è riposizionato per avviare un progetto pluriennale volto alla valorizzazione delle giovani promesse del basket femminile nazionale.

## Cronistoria
| Cronistoria del Faenza Basket Project |
| --- |
| - 2014-15 · semifinalista play-off nazionali di Serie B. - 2015 · fondazione del Faenza Basket Project A.S.D. - 2015-16 · 7º in Serie B Emilia-Romagna. - 2016-17 · terzo turno play-off nazionali di Serie B, ammesso in Serie A2. - 2017-18 · Infinity Bio, 7º nel Girone Sud di Serie A2, vince i play-off, perde lo spareggio promozione/retrocessione. - 2018-19 · 5º nel Girone Sud di Serie A2, quarti di finale play-off. - 2019-20 · E-Work, 2º nel Girone Sud di Serie A2. - 2020-21 · 1º nel Girone Sud di Serie A2, vince i play-off, promosso in Serie A1. - 2021-22 · 11º in Serie A1, salvo ai play-out. - 2022-23 · 10º in Serie A1, salvo ai play-out. - 2023-24 · 11º in Serie A1, salvo ai play-out. - 2024-25 · 7º in Serie A1, quarti di finale play-off. |